# Sangnoksu (métro de Séoul)
Banwol (hangeul : 반월 ; hanja : 半月) est une station de passage de la ligne 4 du métro de Séoul. Elle est située au 119-10 Geongeon-ro, quartier Dundae-dong, dans l'arrondissement Sangnok-gu de la ville Ansan-si, dsur le territoire de la province (Gyeonggi-do), près de Séoul en Corée du Sud.
Ouverte en 1988, elle est desservie par les rames omnibus et express qui circulent sur la ligne 4.

## Situation sur le réseau

Plan du réseau (2023)

Établie en surface, la station Sangnoksu, est une station de passage de la ligne 4 du métro de Séoul : elle est située entre la station Banwol, en direction du terminus nord-est Jinjeop, et la station Hanyang University at Ansan en direction du terminus sud-est Oido,.

## Histoire
La station Sangnoksu est mise en service le 25 octobre 1988,, lors de l'ouverture à l'exploitation de la première section de la ligne Ansan,,. 
Elle devient une station de la ligne 4 du métro de Séoul le 1er avril 1994, lorsque son service d'exploitation intègre la ligne Ansan.

## Services aux voyageurs

### Accès et accueil
Établie au 28 Daeya 1-ro, dans le quartier Dundae-dong, la station dispose de deux bouches, numérotés de 1 à 2. Des escaliers, escaliers mécaniques et ascenseurs permettent les circulations piétonnes entre les différents niveaux. Elle est notamment équipée d'une billetterie avec des automates pour l'achat de titres de transport. Les quais de la station sont équipés de portes palières.

### Desserte
Sangnoksu  est desservie par les rames omnibus et express qui circulent sur la ligne 4.

Installations (2012)
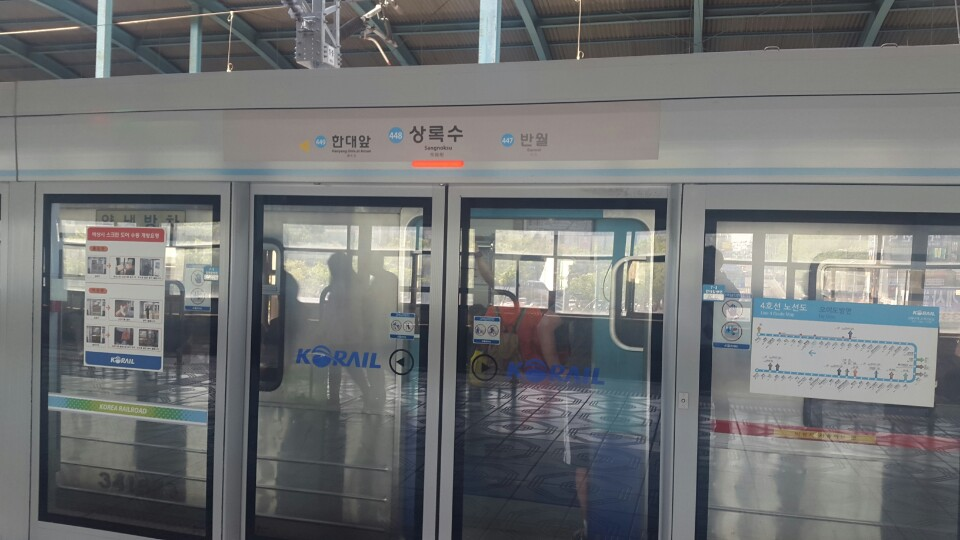
En 2017.
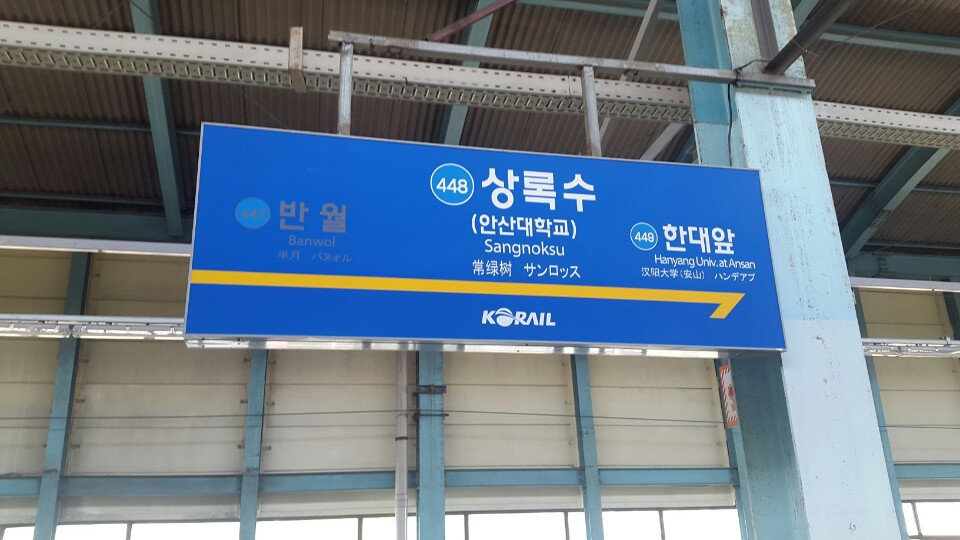
En 2017.
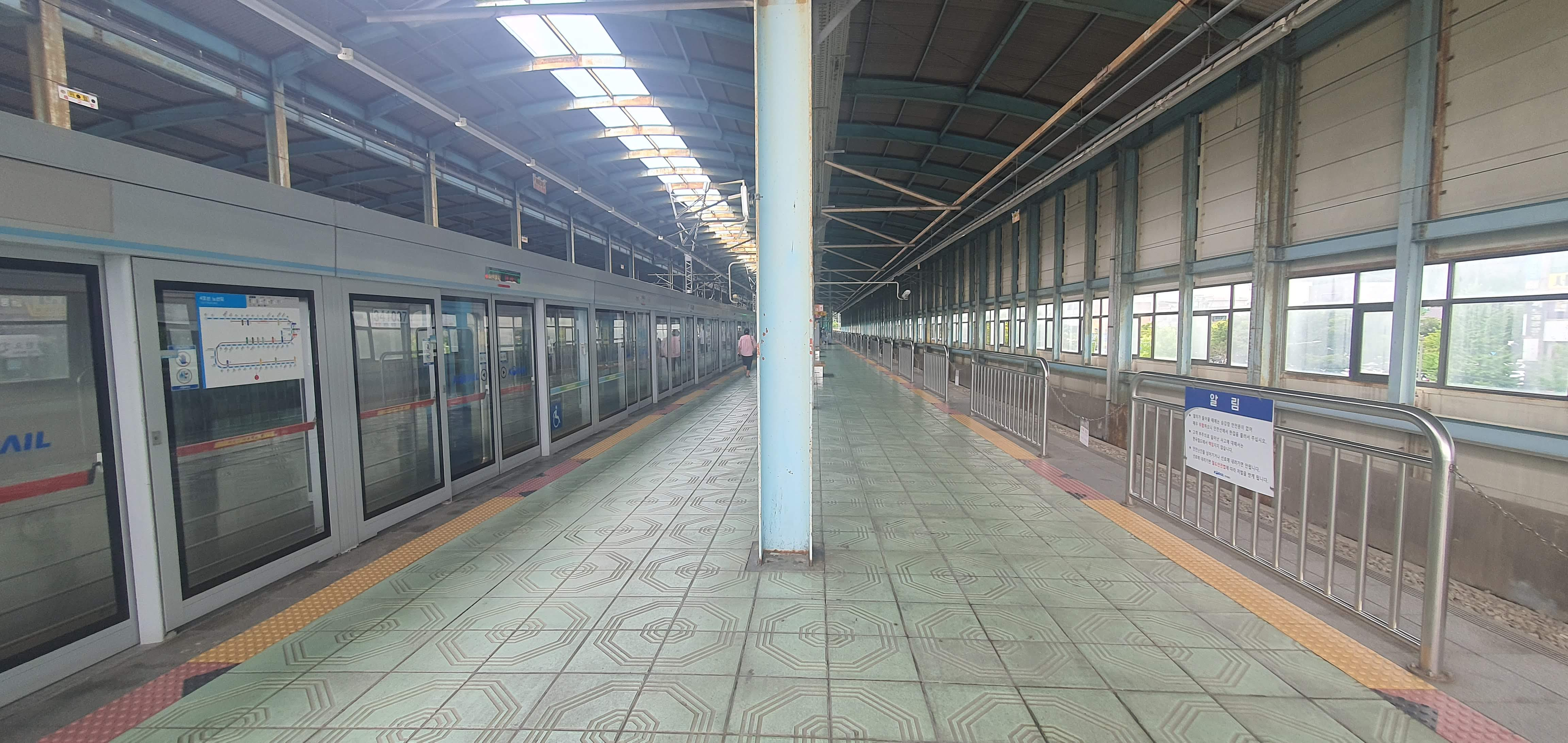
En 2023.

### Intermodalité
Des arrêts de bus urbains sont situés à proximité de certains accès.